# Чоловіча розмова
«Чоловіча розмова» — радянський художній фільм, знятий режисером Ігорем Шатровим на Кіностудії ім. М. Горького в 1968 році. За мотивами повісті Вадима Фролова «Що до чого». Фільм був удостоєний призу «Срібна Мінерва» на Міжнародному кінофестивалі дитячих і юнацьких фільмів в Венеції (Італія).

## Сюжет
Герой фільму, восьмикласник Сашко Ларіонов переживає складний період життя — його мати пішла з сім'ї, полюбивши іншу людину. Але перш ніж дізнатися про це, Саша довгий час залишався у незнанні: у батька Сашка не вистачало мужності сказати синові правду. Довгу відсутність дружини він пояснював її тривалим відрядженням. Порядна людина, мужній фронтовик, морський офіцер, який звик говорити і поводитися з людьми чесно, він не знає, як вірніше і найменш болісно пояснити синові вчинок матері. Для нього важливо, щоб хлопчик постарався зрозуміти її і не поспішав з висновками. Випадково дізнавшись про те, що сталося в його родині від однокласника, а потім і з листа матері до батька, Саша вирішує їхати до неї з наміром повернути в родину.
З від'їздом йому намагається допомогти товариш по двору, який вже кинув школу, Юра Пантюхін. У нього теж складна сімейна обстановка: мама хоче вдруге вийти заміж, але Юра боїться, що новий батько виявиться не кращий від попереднього, і всіляко саботує її плани. Гроші на поїздку для друга він намагається дістати у свого знайомого, який хоче втягнути хлопців в аферу. Підозрюючи про брудне походження грошей, Саша відмовляється від допомоги. Виручає Сашу літній товариш по службі батька, що позичив необхідну для поїздки суму.
Саша їде в Сибір на будівництво, де працює його мати зі своїм новим чоловіком. Несподіваний приїзд сина викликає у неї бурхливу радість, але тепла спочатку зустріч несподівано обривається, коли Саша випадково бачить, як мати обіймає чужого йому чоловіка. Ревнощі до незнайомця змушують Сашу зрозуміти, що його мама, яку він так любить і яка так любить його, більше до них з батьком не повернеться…

## У ролях
- Микола Яхонтов —  Саша Ларіонов
- Олександр Кавалеров —  Юра Пантюхін, Пантюха
- Василь Шукшин —  батько Саші, Ларіонов Микола Миколайович
- Нінель Мишкова —  мати Сашка, Ларіонова Ірина Сергіївна
- Алевтина Рум'янцева —  мати Пантюхи, Пантюхіна Олена Петрівна
- Леонід Куравльов —  Олексій, наречений матері Пантюхи
- Софія Павлова —  Марія Іванівна, вчителька, «Капітанська дочка»
- Ольга Левінсон —  вчителька Олена Зиновіївна
- Володимир Етуш —  дядя Юра, друг Сашиного батька
- Павло Боголюбов —  Валечка Панкрушина
- Ольга Щепкіна —  Оля Рудакова
- Світлана Артюхова —  Наташа
- Сергій Гурзо —  Генка-Наконечник, дрібний спекулянт
- Олексій Глазирін —  батько Панкрушина
- Олексій Чернов —  боцман Андрійович, друг Сашиного батька
- Наталія Богунова —  Льоля, сестра Пантюхи
- Вадим Захарченко —  Петро Іванович Пантюхін, батько Пантюхи
- Віра Алтайська —  тітка Ліза, дружина дядька Юри
- Надія Самсонова — епізод
- В'ячеслав Гостинський —  клієнт Генки-Наконечника
- Любов Калюжна —  дружина боцмана Андрійовича
- М. Лєпьохін — епізод
- Чеслав Сушкевич —  директор школи
- Галина Фролова —  мати Генки-Наконечника
- Миша Зільберман —  Оська Бєлєнький
- Тетяна Прохорова —  Антипкіна
- С. Тарасов — епізод
- Аркадій Лістаров —  Аркаша
- Сергій Богачов — епізод
- М. Фельдман — епізод
- Валентина Щеглова — школярка, що виконує пісні
- Матвій Левинтон —  вчитель, залицяльник Оленки
- Олексій Панькин —  здоровань в кепці на танцмайданчику
- Людмила Гладунко —  подруга Генки-Наконечника

## Знімальна група
- Автори сценарію —  Валентин Єжов,  Вадим Фролов
- Постановка —  Ігор Шатров
- Головний оператор —  Володимир Архангельський
- Художник-постановник —  Євген Галей
- Композитор —  Ян Френкель
- Текст пісень —  Ігор Шаферан
- Звукооператор — Б. Корєшков
- Режисер — С. Федорова
- Оператор — Ауреліус Яциневічюс
- Художники по костюмах — М. Шнайдер, В. Скопінова
- Художник-декоратор — Борис Дукшт
- Монтаж — Г. Шатрова
- Редактор — В. Погожева
- Грим — А. Пушкіна
- Асистенти:

режисера — З. Царевська, В. Романовська: оператора — В. Єгоров, М. Скріпіцин
- Майстер-світлотехнік — Ф. Прохоров
- Державний симфонічний оркестр кінематографії, диригент —  Давид Штільман
- Директор картини — Я. Сапожников